# Hotel Polonia w Krakowie
Hotel Polonia – trzygwiazdkowy hotel położony w centrum Krakowa, przy ulicy Basztowej 25.

## Historia
Budynek wzniesiony w latach 1886–1887 według projektu Sławomira Odrzywolskiego w stylu neorenesansowym. W latach 1909–1913 gmach zaadaptowano na hotel przebudowując wnętrza oraz instalując wodociągi i kanalizację. Hotel nosił wówczas nazwę „Belvedere”. Od 1917 roku stanowił własność Aleksandra Rittermana, który przystosował do celów hotelowych także skrzydło od ul. Pawiej. Od tego okresu działa pod swoją obecną nazwą.
W latach 1926–1927 został gruntownie wyremontowany. W 1932 roku był jednym z największych hoteli krakowskich (obok Hotelu Francuskiego), jako jeden z trzech (razem z Hotelem Francuskim i 
Grand Hotelem) posiadał bieżącą ciepłą i zimną wodę. Podczas II wojny światowej budynek przeznaczono na hotel dla oficerów niemieckich, a w latach 1945–1947 pełnił funkcję pomieszczeń dla repatriantów. W 1946 roku został zakupiony przez M. Krzysztoforskiego. Od 1950 roku znalazł się pod zarządem Dyrekcji Hoteli Miejskich, w 1958 roku przeszedł na własność skarbu państwa. Następnie od 1974 roku pozostawał pod zarządem Krakowskiego Przedsiębiorstwa Turystycznego „Wawel-Tourist”, by w 1990 roku wrócić w ręce spadkobierców M. Krzysztoforskiego.

## Obecnie
Hotel Polonia jest obecnie (2024 rok) trzygwiazdkowym hotelem, dysponuje 118 miejscami w 59 pokojach o różnym standardzie i wielkości. Posiada restaurację, drink bar, 2 sale konferencyjne.
Z jego okien rozciąga się widok na budynek Dworca Głównego, Teatr im. Juliusza Słowackiego oraz mury miejskie Krakowa.

## Wnętrze restauracji
Wewnątrz, na prawej ścianie wejściowego korytarza i na początku prawej ściany sali restauracyjnej, znajdują się kompozycje z ceramicznych płyt okładzinowych z dawnej Spółdzielni „Kamionka” w Łysej Górze. Pochodzą z początku lat 70. XX wieku. Autorem dekoracji jest prawdopodobnie Witold Skulicz.

Początkowo w sali restauracyjnej były 3 smukłe ścianki ceramiczne, różnej wysokości, ustawione przy jednej ze ścian. W 1990 roku usunięto ścianki boczne, a ściankę środkową zasłonięto płytą kartonowo-gipsową. W 2014 roku ściankę odsłonięto (boczne ścianki już nie wróciły na dawne miejsce) i obie (przy wejściu i na sali) poddano konserwacji przez zespół Józefa Czajki.

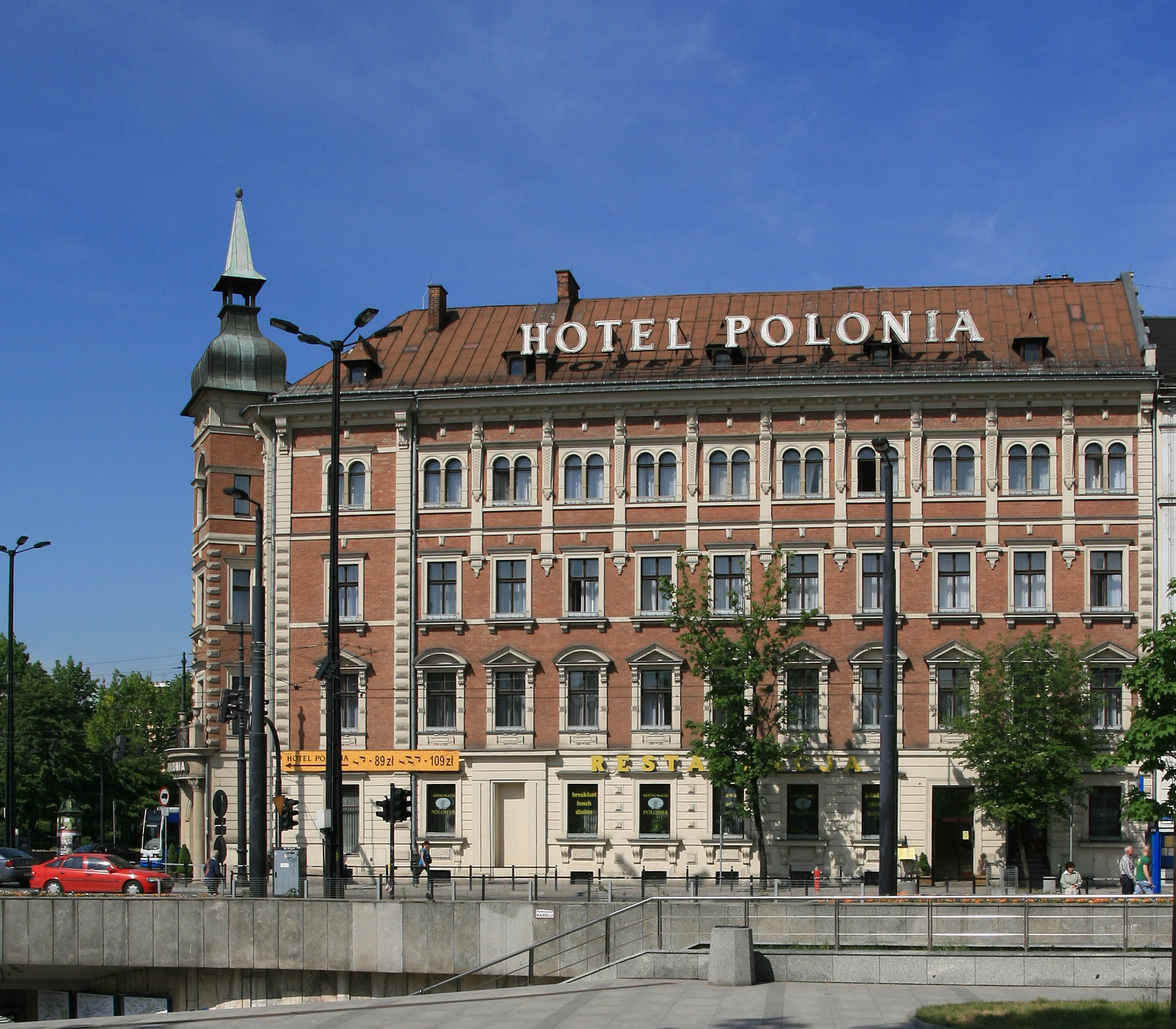
Widok od wschodu, od strony Dworca Głównego
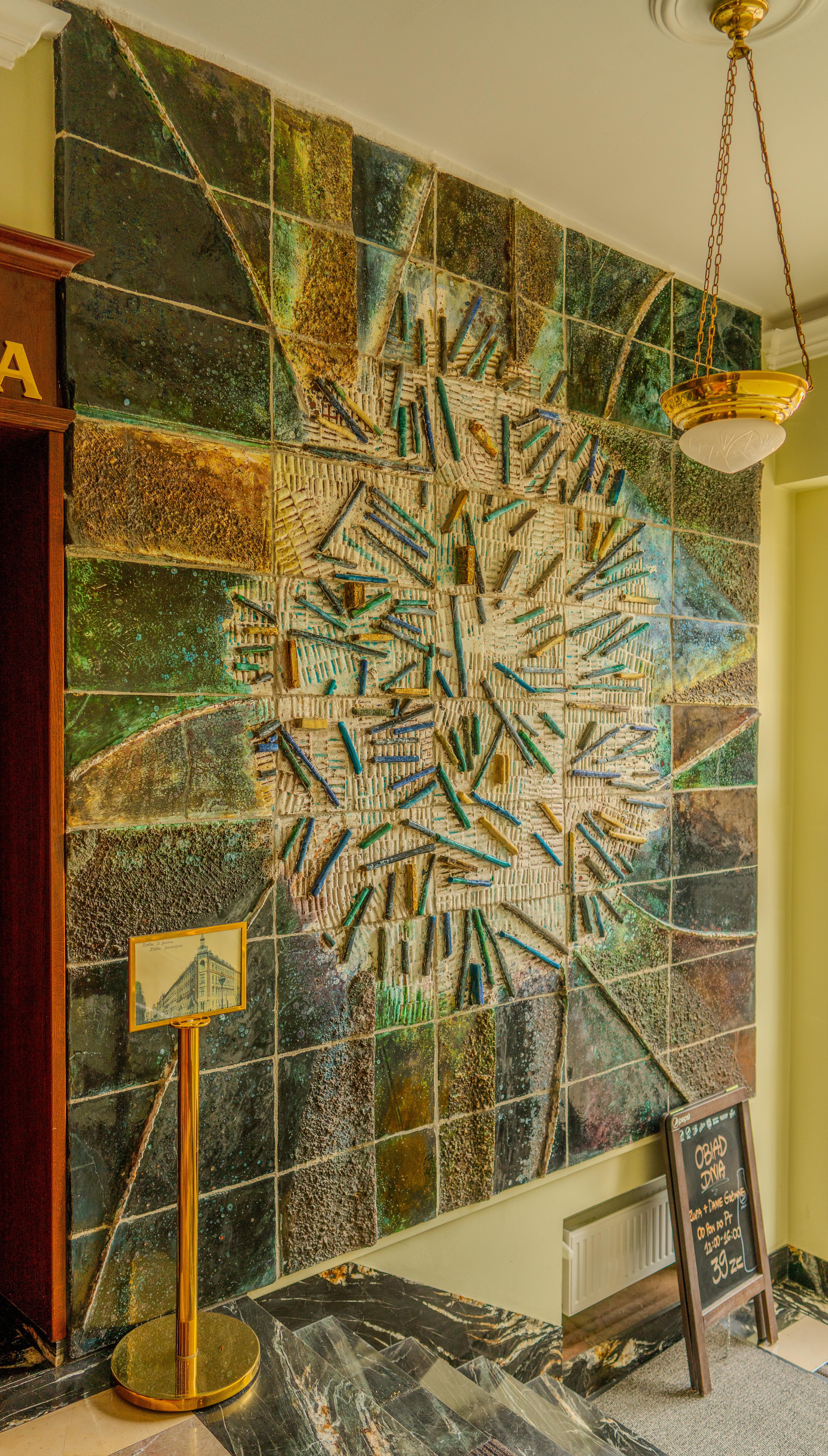
Mozaika w holu restauracji
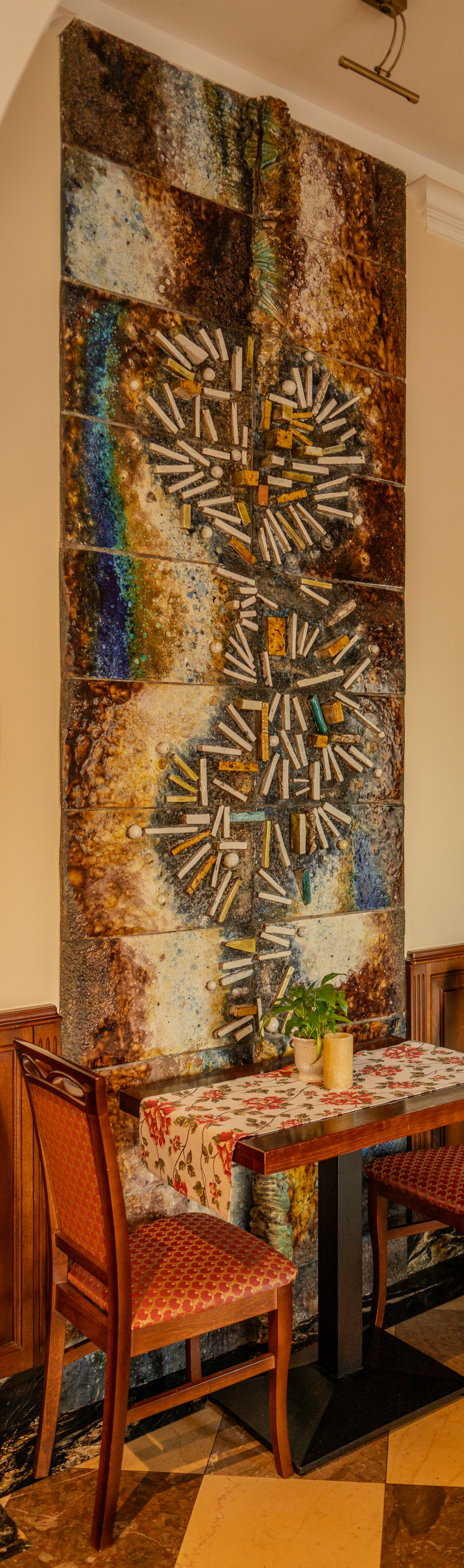
Mozaika w sali restauracyjnej